# Hierius (neoplatonist)
Hierius (Oudgrieks: Ἱέριος) was een zoon van Plutarchus van Athene en een volgeling van Proclus, de neoplatonist, die leefde in de vroege 5e eeuw.